# Muralles de Girona
Les muralles de Girona són el conjunt d'elements defensius (muralles, castells, torres, portals i baluards) que envolten el nucli històric de la ciutat de Girona, a la comarca del Gironès. La muralla fundacional data del segle i, quan els romans van fundar la ciutat de Gerunda, i ha anat experimentant ampliacions i enderrocs al llarg dels segles. Actualment poden ser observades i recorregudes en alguns dels seus trams. Estan declarades com a Bé Cultural d'Interès Nacional.

## Història

### La muralla fundacional

Plànol de Gerunda

El primer recinte emmurallat de la ciutat data del segle I aC (entre els anys 80 i 70 aC). La població fortificada (un oppidum) fou aixecada durant l'època en què el general romà Gneu Pompeu Magne fundà ex novo la ciutat de Gerunda en el marc de les guerres sertorianes per controlar les comunicacions amb l'imperi a través de la Via Heràclia (posteriorment anomenada Via Augusta). La muralla resseguia l'orografia del terreny i, per aquest motiu, prengué una forma triangular d'una àrea aproximada de 6 ha; el cardo maximus (eix nord-sud) era l'actual carrer de la Força i el decumanus maximus (eix est-oest) no ha estat identificat i devia presentar un traçat irregular. Algunes investigacions conclouen que part de la muralla romana podria haver estat construïda sobre restes de muralles ibers. El material utilitzat pels romans fou pedra sorrenca (gres) de Domeny.
El traçat original de la muralla es pot seguir en l'actualitat gairebé en la seva totalitat. El baluard de planta quadrada de Torre Gironella (que no se sap exactament com enllaçava amb la muralla) conformava el vèrtex superior i punt més alt de les muralles ciutat: la presència de la torre (l'única de tota la muralla) s'explica per la necessitat de defensar un punt d'alçada inferior a les muntanyes que l'envolten. Des d'aquí, la muralla baixa pel pati de les Àligues, el convent de Sant Domènec, el pati de l'antic col·legi Maristes i arriba fins a la porta del Correu Vell, al començament del carrer de la Força, porta meridional de la ciutat. Durant tot aquest tram les restes republicanes no són sempre presents i es troben sobretot en els fonaments de la construcció. Des d'aquest punt, la muralla ressegueix aproximadament l'actual carrer Ballesteries (torna a aparèixer cap al final del carrer, dins la torre Boschmonart), la pujada de Sant Feliu i de nou cap al vèrtex superior després de fer un angle de 90 graus. A l'altura de l'església de Sant Feliu és on es troben les restes més importants d'opus poligonal. A partir del portal de Sobreportes és complicat seguir el recorregut de la muralla ja que travessa les edificacions, inclosa la catedral, de la qual ressegueix la paret nord de la nau central, i finalment continua pel porta del Sant Cristòfol de nou fins a Torre Gironella.
El recinte es comunicava amb l'exterior, com a mínim, amb tres portes: Sobreportes i Migdia, al nord i sud de la via Augusta, i una tercera porta entre la Torre Gironella i els actuals Jardins dels Alemanys. D'aquesta muralla primitiva se'n conserven algunes parts, la majoria com a basaments dels murs més moderns, com per exemple a la Casa Pastors. Encara sota la dominació romana, a finals del segle iii es va reforçar aquesta muralla, sense canviar-ne el traçat, quan els romans reberen les primers incursions bàrbares: és la muralla anomenada baix-imperial. En aquest moment es van annexar a la muralla diverses torres quadrangulars, com les torres que flanquejaven les entrades nord i sud de la ciutat (Sobreportes i Migdia) i la de la Torre Gironella.

### La muralla carolíngia

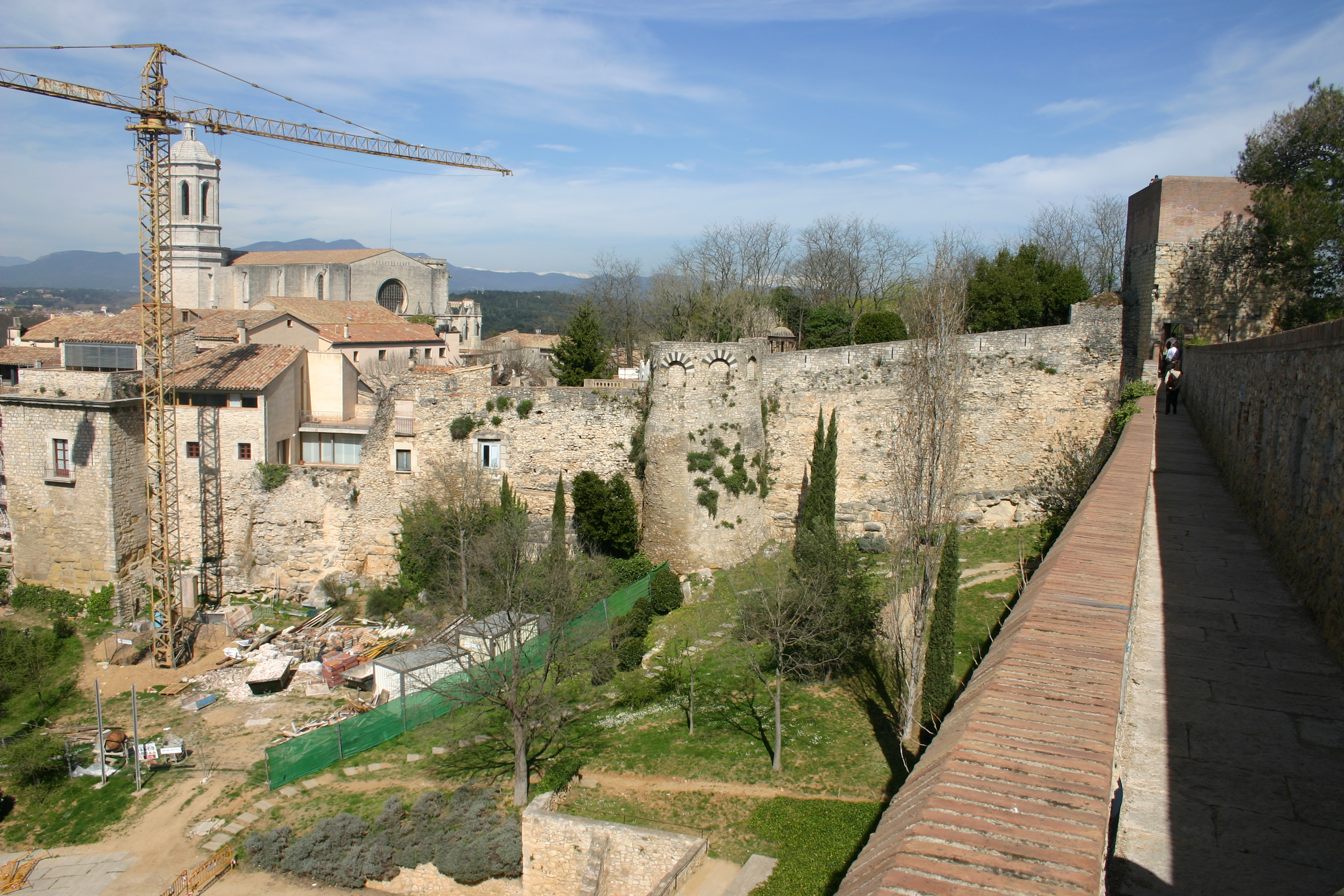
Muralles de Girona, amb la Torre de les Àligues, d'època carolíngia, al centre

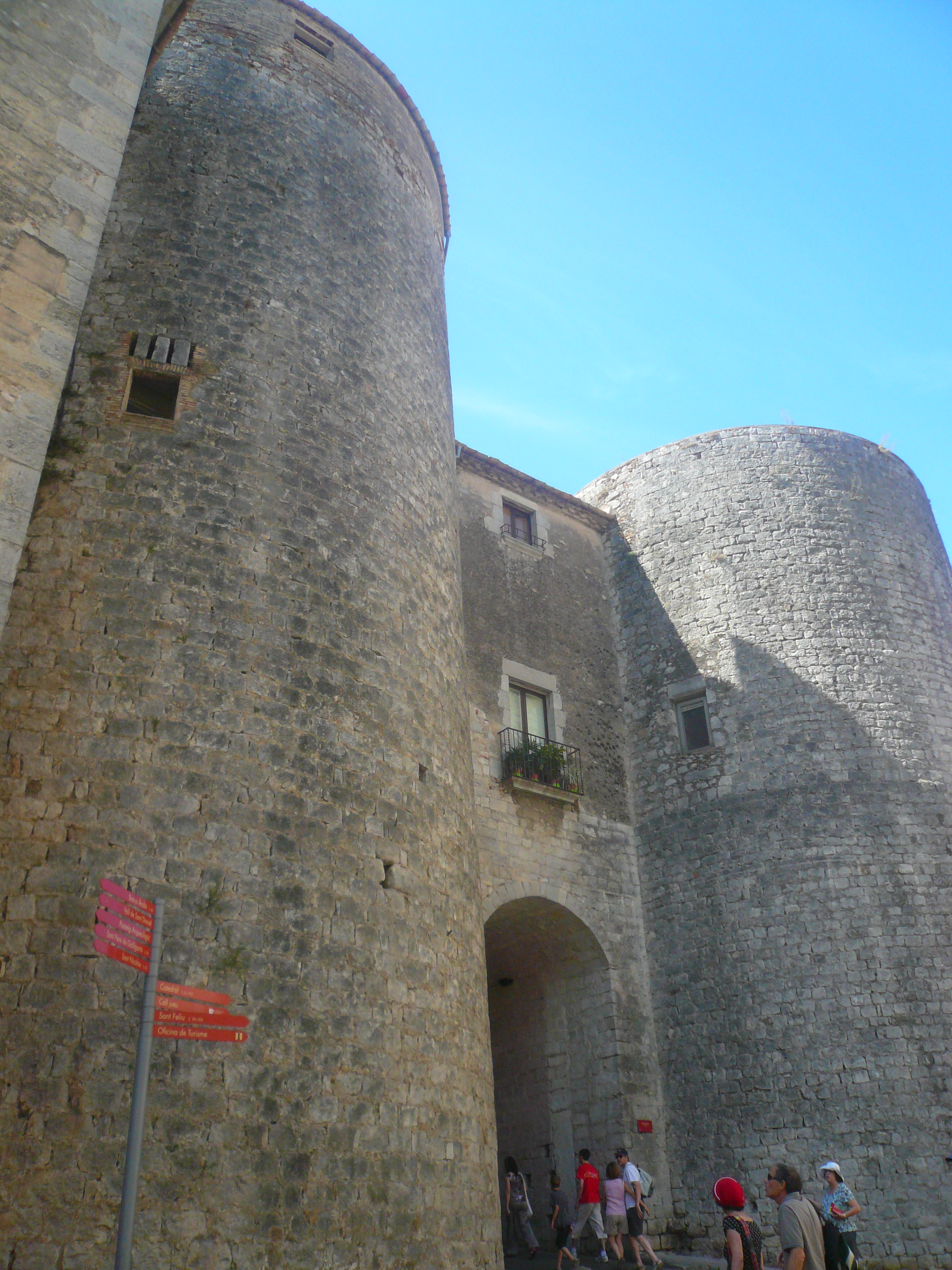
Portal i Castell de Sobreportes

En època carolíngia (segles IX-X), quan Girona estava situada a la frontera entre el regne franc i els territoris àrabs, es van fer grans reformes a la muralla. Es van aixecar torres de nova planta amb forma troncocònica, altenant-se amb les torres quadrangulars romanes. També es van reforçar els murs per la part de dins, duplicant-ne la seva amplada, i es va modificar el perímetre del sector nord.
En el segle xi es van construir els castells de Sobreportes i de Girona (o del Vescomte), per protegir les dues entrades principals de la ciutat, i el castell de Gironella que domina el punt més alt.

### La muralla medieval
Durant el segle xiv, en època del rei Pere el Cerimoniós, el gran creixement de la ciutat va obligar a modificar la muralla. Per una banda es va consolidar la muralla existent per convertir-la en una fortalesa dins de la ciutat (és el que s'anomena la Força Vella). Per altra part, es van començar a construir unes noves muralles per protegir tots els nuclis de població que havien anat sorgint fora de l'antic recinte. La nova fortalesa havia d'incloure: Sant Feliu, Sant Pere, Santa Eulàlia, l'Areny, Vilanova i el Mercadal. La nova muralla té dimensions i gruixos diferents segons les característiques del terreny i s'hi edifiquen diverses torres de plantes quadrades i circulars en llocs considerats estratègics. La construcció de la muralla del Mercadal no es va iniciar fins a la primera meitat del segle xv.
Forma part d'aquesta muralla el tram entre l'antic convent de Sant Domènec fins als jardins de la Infància, al costat de l'Onyar. La muralla és construïda amb carreus de Girona, que a la franja alta, zona d'espitlleres, presenta en general un aparell més modern fet amb maçoneria. Recentment s'ha restaurat el conjunt, utilitzant obra de fàbrica vista per reconstruir aquelles parts més malmeses, sobretot en les torres. Aquesta part de les muralles és una obra declarada bé cultural d'interès nacional. La restauració d'aquest sector fou realitzada pels arquitectes Bosch, Tarrús i Vives, l'any 1983 i es realitzà el 1986. El projecte preveia la construcció d'unes cobertes de planxa a les torres, que no s'ha realitzat.

### La muralla a l'edat moderna

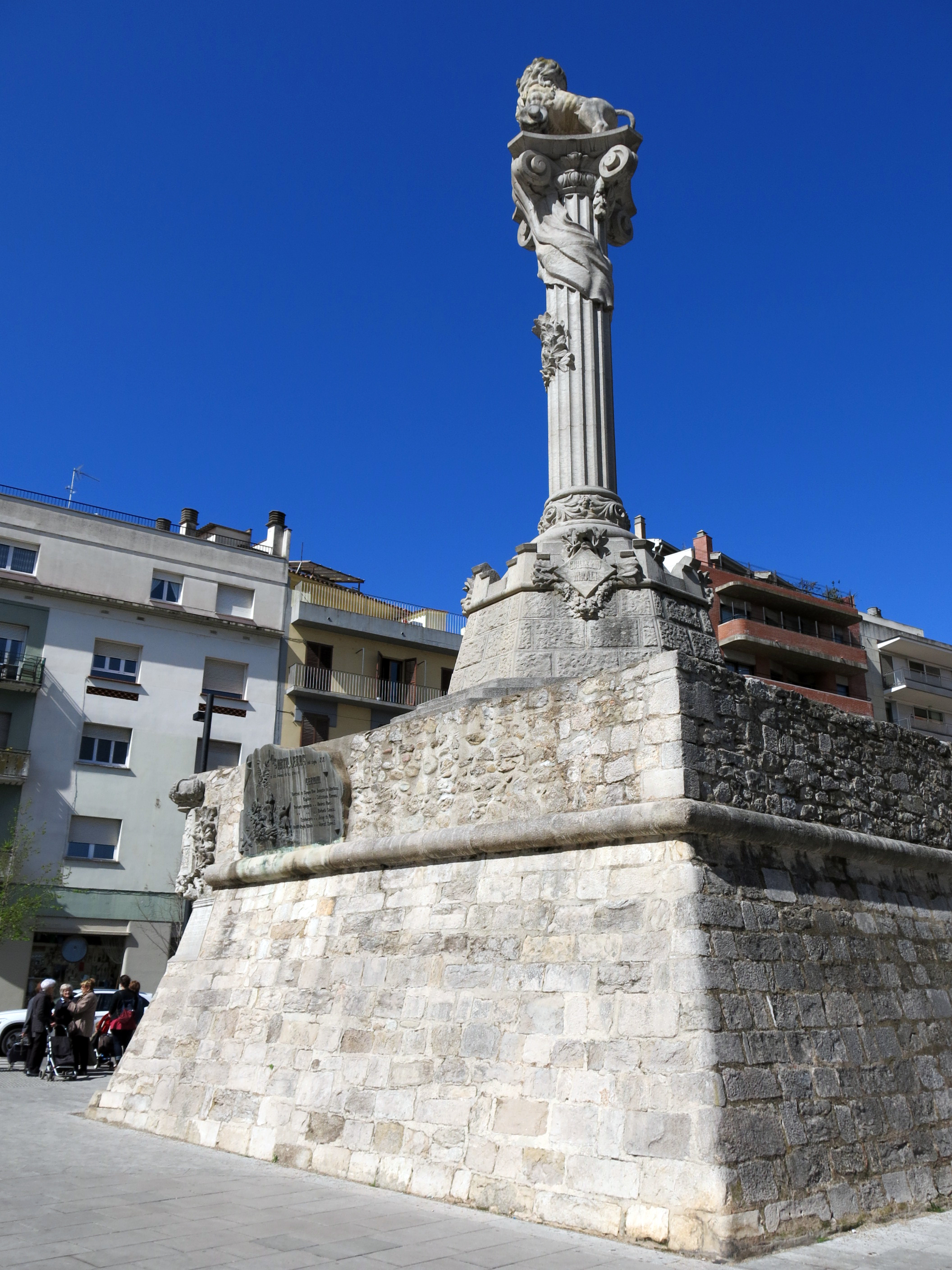
Monument del Lleó, a l'antic baluard de Sant Francesc

Al segle xvii es van millorar les defenses de les muralles afegint un sistema de baluards i fossats en punts estratègics, seguint les pràctiques imperants en el moment (el sistema Vauban). A la part dreta del riu Onyar es van construir els baluards de Sant Pere, de les Sarraïnes, de Sant Cristòfol, de la Mercè, de l'Areny i de Sant Narcís. A la muralla del Mercadal, es van edificar els baluards de Figuerola, de la Santa Creu, del Governador, de Santa Clara, de Sant Francesc i de Bournonville.

### Enderrocs

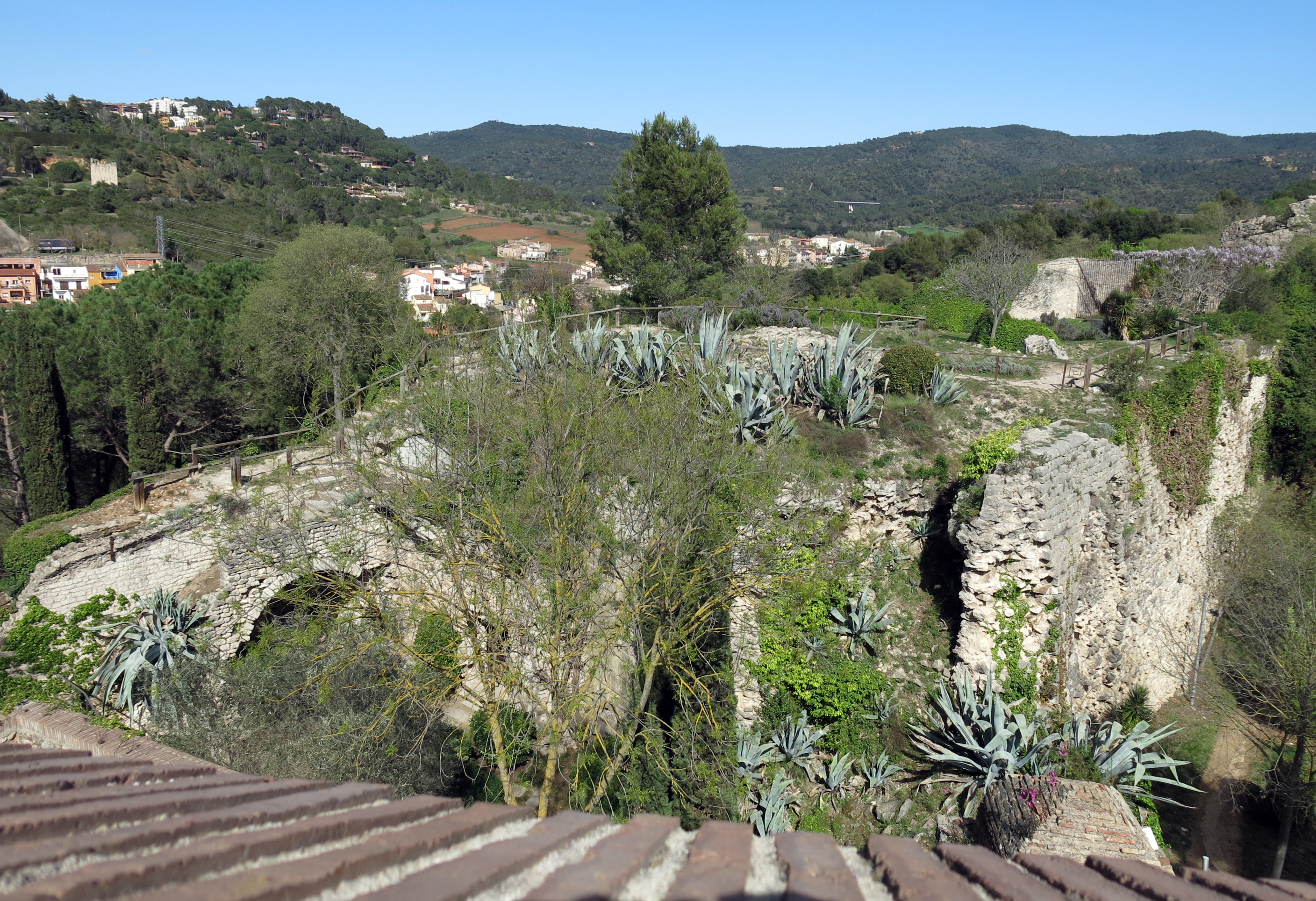
Restes de la torre Gironella des de la torre del Telègraf

L'any 1814, a la fi de l'ocupació de la ciutat de Girona pels francesos, es va produir la voladura de les fortificacions més significatives, com la Torre Gironella i el baluard de la Mercè. A partir del segle xix, es van començar a enderrocar els trams de muralla que dificultaven el creixement de la ciutat. Es van mantenir tots aquells que no molestaven i que permeten actualment passejar per les velles muralles carolíngies (s. IX) i baixmedievals (s. XIV-XV) que tanquen el centre històric de Girona.

## Setges
Al llarg de la història la ciutat de Girona (amb les seves muralles) ha hagut de fer front a nombrosos setges, alguns dels més destacats van ser:
- Setge de Girona (793): l'expedició d'Abd al-Màlik contra els francs.
- Setge de Girona (827): conflicte armat durant la Revolta d'Aissó, entre els comtes autòctons i els francs a la Marca Hispànica durant el segle ix.
- Setge de Girona (1285): Setge de Felip l'Ardit que va tenir lloc en el marc de la Croada declarada pel Papa Martí IV contra Pere el Gran.
- Setge de la Força Vella va tenir lloc durant la Guerra civil catalana. El 5 de juny de 1462 la Host del Consell del Principat d'Hug Roger de Pallars va arribar a Girona i van ocupar tota la ciutat, excepte el reducte de la Força, però el 23 de juliol l'exèrcit de Lluís XI de França, aliat de Joan el Gran va aixecar el setge.
- Els setges del segle XVII: Per causa de les contínues guerres entre Espanya i França, la ciutat de Girona va ser objecte de nombrosos setges: el de 1653, el de 1684 i el de 1694, que va posar la ciutat en poder del rei francès durant quatre anys.
- Setge de Girona (1711): En el marc de la Guerra de Successió, l'any 1711, Girona va ser assetjada i presa per les tropes borbòniques de Felip V.
- Els setges de la Guerra del Francès: Primer setge de Girona de 1808, Segon setge de Girona de 1808 i Setge de Girona de 1809, que van causar molts danys en la ciutat i les seves muralles.